# Prachatice
Prachaticeⓘ (niem. Prachatitz) – miasto w Czechach, w kraju południowoczeskim. Według danych z 31 grudnia 2001 powierzchnia miasta wynosiła 3 890 ha, a liczba jego mieszkańców ok. 12 tys. osób.
| Rok             | 1970  | 1980   | 1991   | 2001   | 2003   |
| --------------- | ----- | ------ | ------ | ------ | ------ |
| Liczba ludności | 7 100 | 10 354 | 11 805 | 11 843 | 11 803 |

W mieście rozwinął się przemysł spożywczy, drzewny, maszynowy oraz metalowy
W mieście jest stacja kolejowa Prachatice.
Miasta partnerskie
- Rohaczów, Białoruś
- Impruneta, Włochy
- Castrocaro Terme e Terra del Sole, Włochy
- Ignalino, Litwa
- Zwoleń, Słowacja
- Grainet, Niemcy
- Mauthausen, Austria

## Linki zewnętrzne

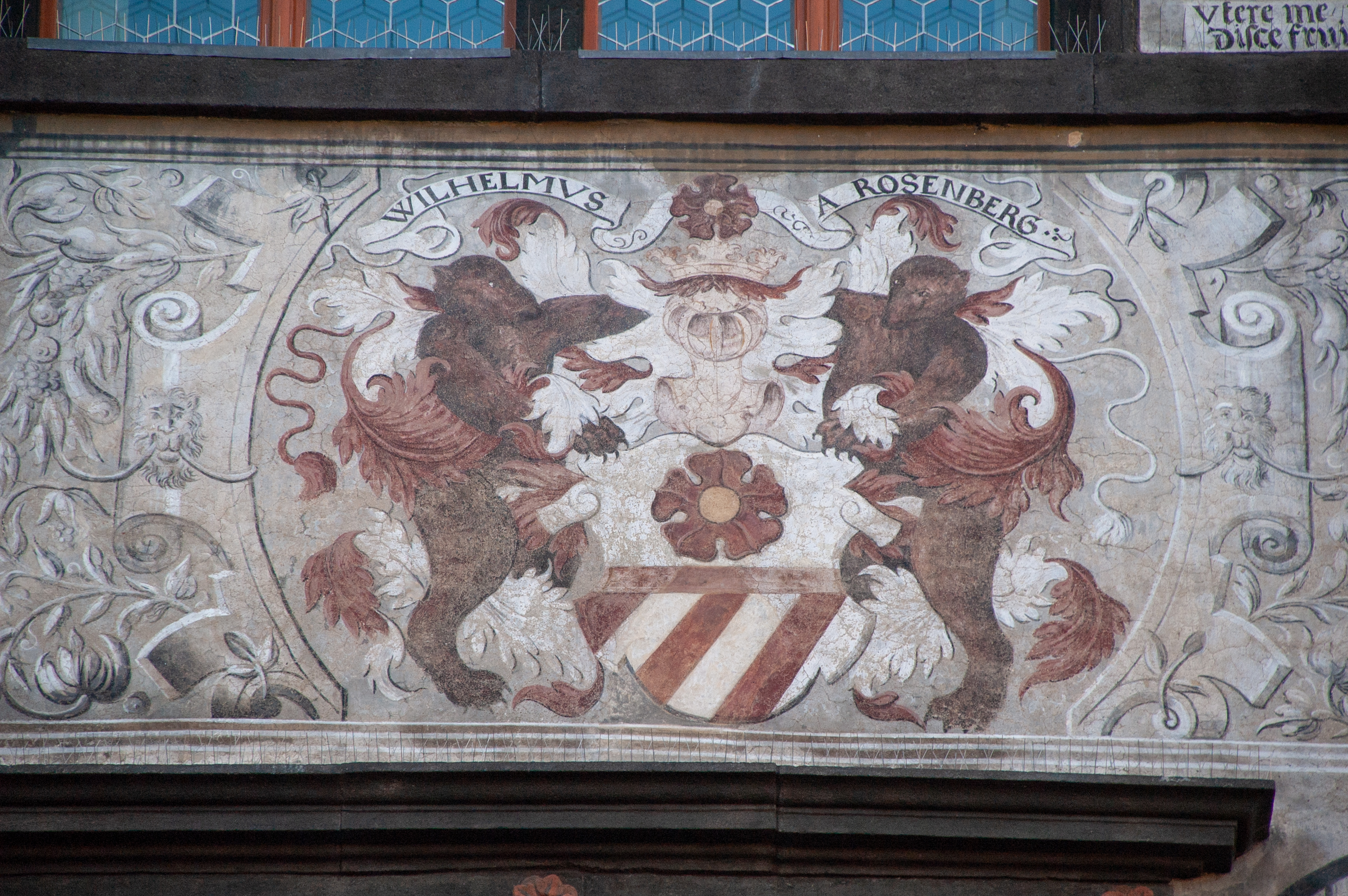
Herb W. Rosenberga na ratuszu